# José Ramón de Betancourt y Betancourt
José Ramón de Betancourt y Betancourt (Camagüey, 1823-La Habana, 1890) fue un jurista, escritor y político cubano, diputado y senador en las Cortes españolas.

## Biografía
Nacido en 1823 en Puerto Príncipe, era hijo de José Ramón Betancourt y Aguilar y María de Loreto Betancourt y Aguilar. En 1825 partió su padre para México llevándole consigo, mas poco después le envió de nuevo a Cuba, bajo la tutela de Betancourt Cisneros.
Matriculado en la Real Universidad, obtuvo en 1847 el grado de licenciado en Jurisprudencia. Marchó a su ciudad natal, donde el 3 de mayo de 1851 fue llamado a juicio por el gobernador del distrito, Lemeri, pero quedó absuelto. Hacia 1850 publicó sus primeros trabajos literarios en la Gaceta de Pto.-Príncipe, y poco después su novela, y principal obra, Una feria de la caridad. En 1857 fue nombrado director del Liceo Artístico y Literario de La Habana y como tal redactor del órgano de dicha institución. En enero de 1860 promovió un homenaje a Gertrudis Gómez de Avellaneda. Colaboró en publicaciones periódicas como El Aguinaldo Camagüeyano (1848), La Idea (1866), El Liceo (1859), La Crónica del Liceo (1867), El Ateneo de las Armas (1868) y El Siglo, entre otras. También escribió poesía.
En 1869 se trasladó a la península ibérica, donde al poco fue elegido diputado a Cortes. Sus discursos, publicados en La Discusión y Sesiones de Cortes, en palabras de Calcagno «nos revelaron un orador audaz y elocuente hasta entonces oscurecido en el abogado cubano». En España colaboró en el Sufragio Universal, El Jurado y La República Ibérica. En 1877 marchó a París para una operación quirúrgica, donde escribió alguna poesía y una elegía dedicada al poeta Esteban de J. Borrero. Residió buena parte de su vida en La Habana, además de quince años en Madrid. Senador en las Cortes de la Restauración, falleció en junio de 1890, el día 23, en La Habana.